# (5929) Manzano
(5929) Manzano es un asteroide perteneciente a asteroides que cruzan la órbita de Marte descubierto el 14 de diciembre de 1974 por el equipo del Observatorio Félix Aguilar desde el Complejo Astronómico El Leoncito, San Juan, Argentina.

## Designación y nombre
Designado provisionalmente como 1974 XT. Fue nombrado Manzano en homenaje a José Roberto Manzano, que participó en casi todos los proyectos de radiación cósmica desarrollados en Argentina en la década de 1960 y fue el iniciador de los estudios ionosféricos en el país. Investigador de la Comisión Nacional de Energía Atómica, también fue profesor visitante en la Universidad de Minnesota.

## Características orbitales
Manzano está situado a una distancia media del Sol de 2,356 ua, pudiendo alejarse hasta 3,075 ua y acercarse hasta 1,638 ua. Su excentricidad es 0,304 y la inclinación orbital 23,01 grados. Emplea 1321,68 días en completar una órbita alrededor del Sol.

## Características físicas
La magnitud absoluta de Manzano es 13,5. Tiene 4,217 km de diámetro y su albedo se estima en 0,411. 